# Willem IV van Hessen-Kassel
Willem IV van Hessen-Kassel bijgenaamd de Wijze (Kassel, 24 juni 1532 - aldaar, 25 augustus 1592) was van 1567 tot 1592 de eerste landgraaf van Hessen-Kassel. Hij behoorde tot het huis Hessen en was de stichter van het huis Hessen-Kassel.

## Levensloop
Willem IV was de oudste zoon van landgraaf Filips I van Hessen en diens eerste echtgenote Christina van Saksen, dochter van hertog George van Saksen. 
Hij kreeg een zorgvuldige opleiding waarin het zwaartepunt lag op Latijns-theologisch gebied. Het leren van de Griekse taal en het aanwenden van de wetenschappen kwamen later aan bod in zijn opleiding. Willem was een groot promotor van de natuurwetenschappen en zelf een competente astronoom met aanzien. In Kassel liet hij de eerste sterrenwacht van Midden-Europa oprichten, dat uitgerust werd met de modernste instrumenten in zijn tijd. Bovendien was hij de promotor van astronoom Tycho Brahe en was astronoom Jost Bürgi vanaf 1579 een van zijn werknemers. Ook had hij een verzameling van waardevolle uurwerken en wetenschappelijke instrumenten van alle soorten. 
Na de uitbraak van de Schmalkaldische Oorlog werd Willem naar Straatsburg gestuurd, waar hij bij geneeskundige Johann Winter von Andernach verbleef en Frans leerde. In 1547 werd hij door zijn vader terug naar Kassel gehaald en stond hij de regeringszaken af aan Willem en zijn moeder om zich in keizerlijke gevangenschap te begeven. Willem en zijn moeder kregen voor de regeringszaken bijstand van een regentenraad. In 1548 verzette Willem zich tegen de Interim van Augsburg en nam hij aan het hoofd van de Hessische troepen deel aan een veldtocht tegen keizer Karel V. Bij het Verdrag van Passau in 1552 kwam zijn vader terug vrij, maar ook daarna bleef Willem deelnemen aan de regeringszaken. In 1562 vertegenwoordigde hij zijn vader bij de verkiezing van aartshertog Maximiliaan van Oostenrijk tot Rooms-Duits koning in Frankfurt. 
Willem protesteerde hevig toen zijn vader zijn kinderen uit zijn morganatisch huwelijk met Margarethe von der Saale tot rijksgraven van Ridda verhief. Als gevolg veranderde zijn vader in april 1562 zijn testament, waarin Willem tot dusver als alleenheerser van Hessen werd bestemd, en verdeelde hij zijn landerijen tussen zijn zonen. Willem kreeg enkel Neder-Hessen, met als residentiestad Kassel, het grootste deel van het graafschap Ziegenhain en het Hessische deel van de heerlijkheid Schmalkalden.
Na het overlijden van hun vader in 1567 bevestigden Willem en zijn drie broers de vastlegging van het testament en op 28 mei 1568 bepaalden ze met het Akkoord van Ziegenhain de verdeling van het landgraafschap Hessen. Willem IV kreeg het landgraafschap Hessen-Kassel, Lodewijk IV het landgraafschap Hessen-Marburg, Filips II het landgraafschap Hessen-Rheinfels en George I het landgraafschap Hessen-Darmstadt.
De verdeling van het landgraafschap Hessen betekende dat het huis Hessen zijn leidende positie in de strijd om de Reformatie verloor ten voordele van Willem van Oranje en de keurvorst van de Palts. De volgende jaren kon Willem wel met succes bemiddelen tussen keurvorsten Frederik III van de Palts en August van Saksen, wat tot een versterking van het protestantisme leidde. Ook was hij in 1552 medeondertekenaar van het Verdrag van Chambord. 
Willem kon zijn gebieden uitbreiden door de overlijdens van heer Diederik IV van Plesse (1571), graaf Otto VIII van Hoya (1582), graaf George Ernst van Henneberg (1583) en graaf Frederik II van Diepholz (1585). Van George Ernst van Henneberg erfde Willem de rest van de heerlijkheid Schmalkalden met de stad Schmalkalden, waar hij met Slot Wilhelmsburg zijn nevenresidentie bouwde. Na de dood van zijn broer Filips II, landgraaf van Hessen-Rheinfels, verwierf hij ook het grootste deel van het vroegere graafschap Katzenelnbogen. Op 8 september 1583 sloot hij met Wolfgang von Dalberg, de aartsbisschop van Mainz, het Verdrag van Merlau, dat het langdurige grensconflict tussen het landgraafschap Hessen-Kassel en het aartsbisdom Mainz beëindigde. Hierbij kwam alle bezittingen dat het aartsbisdom Mainz in Noord-Hessen bezat in handen van de landgraaf, terwijl Hessen-Kassel zijn aanspraken op Eichsfeld opgaf. 
In augustus 1592 stierf Willem IV op 60-jarige leeftijd.

## Huwelijk en nakomelingen
Op 11 februari 1566 huwde hij in Marburg met Sabina (1549-1581), dochter van hertog Christoffel van Württemberg. Ze kregen elf kinderen:
- Anna Maria (1567-1626), huwde in 1589 met graaf Lodewijk II van Nassau-Saarbrücken
- Hedwig (1569-1644), huwde in 1597 met graaf Ernst van Holstein-Schaumburg
- Agnes (1569-1569)
- Sophia (1571-1616)
- Maurits (1572-1632), landgraaf van Hessen-Kassel
- Sabina (1573-1573)
- Sidonia (1574-1575)
- Christiaan (1575-1578)
- Elisabeth (1577-1578)
- Christina (1578-1658), huwde in 1598 met hertog Johan Ernst van Saksen-Eisenach
- Juliana (1581-1581)

Voor zijn huwelijk kreeg Willem drie buitenechtelijke kinderen met Elisabeth Wallenstein:
- Christina (1552-?), huwde in 1570 met Nikolaus von Gaugreben
- Filips Willem (1553-1616), vrijheer van Cornberg
- Willem (overleden in 1564)

## Voorouders
| Voorouders van Willem IV van Hessen-Kassel | Voorouders van Willem IV van Hessen-Kassel                                      | Voorouders van Willem IV van Hessen-Kassel                                      | Voorouders van Willem IV van Hessen-Kassel                                   | Voorouders van Willem IV van Hessen-Kassel                                   | Voorouders van Willem IV van Hessen-Kassel                          | Voorouders van Willem IV van Hessen-Kassel                          | Voorouders van Willem IV van Hessen-Kassel                              | Voorouders van Willem IV van Hessen-Kassel                              |
| ------------------------------------------ | ------------------------------------------------------------------------------- | ------------------------------------------------------------------------------- | ---------------------------------------------------------------------------- | ---------------------------------------------------------------------------- | ------------------------------------------------------------------- | ------------------------------------------------------------------- | ----------------------------------------------------------------------- | ----------------------------------------------------------------------- |
| Overgrootouders                            | Lodewijk II van Neder-Hessen (1438-1471) ∞ Mathilde van Württemberg (1438-1495) | Lodewijk II van Neder-Hessen (1438-1471) ∞ Mathilde van Württemberg (1438-1495) | Magnus II van Mecklenburg (1441-1503) ∞ Sophia van Pommeren (1460-1504)      | Magnus II van Mecklenburg (1441-1503) ∞ Sophia van Pommeren (1460-1504)      | Albrecht van Saksen (1443-1500) ∞ Sidonia van Podiebrad (1449-1510) | Albrecht van Saksen (1443-1500) ∞ Sidonia van Podiebrad (1449-1510) | Casimir IV van Polen (1427–1492) ∞ Elisabeth van Oostenrijk (1436-1505) | Casimir IV van Polen (1427–1492) ∞ Elisabeth van Oostenrijk (1436-1505) |
| Grootouders                                | Willem II van Hessen (1469-1509) ∞ Anna van Mecklenburg-Schwerin (1485-1525)    | Willem II van Hessen (1469-1509) ∞ Anna van Mecklenburg-Schwerin (1485-1525)    | Willem II van Hessen (1469-1509) ∞ Anna van Mecklenburg-Schwerin (1485-1525) | Willem II van Hessen (1469-1509) ∞ Anna van Mecklenburg-Schwerin (1485-1525) | George van Saksen (1471-1539) ∞ Barbara van Polen (1478-1534)       | George van Saksen (1471-1539) ∞ Barbara van Polen (1478-1534)       | George van Saksen (1471-1539) ∞ Barbara van Polen (1478-1534)           | George van Saksen (1471-1539) ∞ Barbara van Polen (1478-1534)           |
| Ouders                                     | Filips I van Hessen (1504-1567) ∞ Christina van Saksen (1505-1549)              | Filips I van Hessen (1504-1567) ∞ Christina van Saksen (1505-1549)              | Filips I van Hessen (1504-1567) ∞ Christina van Saksen (1505-1549)           | Filips I van Hessen (1504-1567) ∞ Christina van Saksen (1505-1549)           | Filips I van Hessen (1504-1567) ∞ Christina van Saksen (1505-1549)  | Filips I van Hessen (1504-1567) ∞ Christina van Saksen (1505-1549)  | Filips I van Hessen (1504-1567) ∞ Christina van Saksen (1505-1549)      | Filips I van Hessen (1504-1567) ∞ Christina van Saksen (1505-1549)      |
| Willem IV van Hessen-Kassel (1532-1592)    |                                                                                 |                                                                                 |                                                                              |                                                                              |                                                                     |                                                                     |                                                                         |                                                                         |